# Sphyrotarsus
Sphyrotarsus is een vliegengeslacht uit de familie van de slankpootvliegen (Dolichopodidae).

## Soorten
- S. argyrostomus Mik, 1874
- S. hervibazini Parent, 1914
- S. hessei Parent, 1914
- S. hygrophilus Becker, 1891
- S. parenti Hesse, 1933